# کبک ناهان
کبک ناهان (نام علمی: Ptilopachus nahani) نام یک گونه از خانواده بلدرچین بر جدید است.
Taxobax
جعبه آرایه زیستی